# Дек, Константин Михайлович
Константин Михайлович Дек (1802—1866) — русский военный инженер, генерал-майор.

## Биография
Происходил из штаб-офицерских детей. В 1813 году был определён канцеляристом на службу в контору Дирекции Императорских театров и в 1816 году получил чин коллежского регистратора. Оставив службу, он в 1819 году поступил во 2-й класс Института корпуса инженеров путей сообщения, из которого был выпущен прапорщиком в 1823 году. В 1825 году продолжил обучение в том же институте и после окончания полного курса наук, в 1828 году был произведён в поручики и назначен на работы в Березинской системе; в том же году, находясь в ведении командующего резервными войсками 2-й армии генерал-лейтенанта графа Витте, он наблюдал за переправами на Днестре и Пруте.
Участвовал в русско-турецкой войне 1828—1829 гг. и был отмечен в 1830 году золотой табакеркой, а в 1831 году орденом Св. Анны 3-й степени. «В воздаяние отличного мужества и храбрости, оказанных в сражении против польских мятежников» (28 августа 1831 года) в 1832 году он был пожалован орденом Св. Владимира 4-й степени с бантом и мечами. В этом же году был переведён в III округ путей сообщений и направлен в распоряжение подполковника Бугайского на работы по соединению рек Москвы и Волги. В 1834 году переведён в Казанскую строительную комиссию.
В 1836 году был переведён из III округа в резерв и командирован для составления проекта строительства шоссе от Пулково до Гатчины; в 1837 году назначен директором этого строительства и по окончании работ в 1839 году был отмечен годовым окладом в 1200 рублей ассигнациями. В апреле 1842 года включён в состав комиссии по устройству Петербурго-Московской железной дороги, но уже в октябре того же года был назначен в Астраханскую губернскую строительную и дорожную комиссию. В апреле 1843 года назначен к работам по составлению проекта шоссе от Лапоткова до Задонска.
В декабре 1843 года вместе с производством в подполковники, он был назначен производителем работ в новый IV округ путей сообщений. В 1847 году за 25-летнюю службу получил орден Св. Георгия 4-й степени.
В начале 1849 года он был назначен членом правления IV округа путей сообщений и публичных зданий (ПСиПЗ), а в июне того же года — членом Московской губернской строительной и дорожной комиссии.
В 1852 году произведён в полковники, в 1862 году — в генерал-майоры.
Умер в Москве в марте 1866 года.